# Иву, Угочукву
Угочукву Иву (англ. Ugochukwu Iwu, арм. Ուգոչուկվու Իվու; 28 ноября 1999, Джос) — нигерийский и армянский футболист, полузащитник российского клуба «Рубин» и сборной Армении.

## Биография

### Клубная карьера
Воспитанник нигерийского клуба «Эль-Канеми Уорриорс». В феврале 2018 года переехал в Армению, где подписал контракт с клубом первой лиги «Лори». По итогам сезона, команда добилась выходу в Премьер-лигу, где в сезоне 2018/19 Иву сыграл 29 матчей и забил 2 гола. В сезоне 2019/20 выступал в аренде за клуб «Пюник». В августе 2020 года подписал контракт с «Урарту».
16 июля 2023 года подписал трёхлетний контракт с казанским «Рубином». Дебютировал за клуб 22 июля в гостевом матче первого тура РПЛ против московского «Локомотива» (2:2).

### Карьера в сборной
Вызывался в сборную Нигерии до 20 лет. В марте 2023 года, после 5 лет жизни в стране, получил паспорт гражданина Армении и был вызван в сборную Армении, за которую дебютировал 25 марта в матче отборочного этапа чемпионата Европы 2024 против Турции (1:2).

## Достижения
«Лори»
- Победитель первой лиги: 2017/18

«Урарту»
- Победитель чемпионата Армении: 2022/23
- Обладатель Кубка Армении: 2022/23